# Landtagswahlkreis Salzwedel – Klötze
Der Landtagswahlkreis Salzwedel - Klötze ist ein ehemaliger Landtagswahlkreis in Sachsen-Anhalt. Er existierte in diesem Zuschnitt nur zur Landtagswahl 1990 und wurde bei der Landtagswahl 1994 in die Landtagswahlkreise Salzwedel und Gardelegen-Klötze aufgeteilt.

## Wahlkreisgebiet
Der Wahlkreis umfasste die die Kreise Klötze und Salzwedel mit dem Gebietsstand vom Juli 1990.

## Wahlergebnis
Bei der Landtagswahl in Sachsen-Anhalt 1990 hatte der Wahlkreis die Wahlkreisnummer 1 Es traten folgende Kandidaten an:
|                       |                         | Erst- stimmen | Erst- stimmen | Zweit- stimmen | Zweit- stimmen |
| Bewerber              | Partei                  | Anzahl        | %             | Anzahl         | %              |
| --------------------- | ----------------------- | ------------- | ------------- | -------------- | -------------- |
| Wahlberechtigte       | Wahlberechtigte         | 55.582        | 100,0         | 55.582         | 100,0          |
| Wähler                | Wähler                  | 36.694        | 66,0          | 36.694         | 66,0           |
| Ungültige Stimmen     | Ungültige Stimmen       | 1.452         | 4,0           | 1.190          | 3,2            |
| Gültige Stimmen       | Gültige Stimmen         | 35.242        | 96,0          | 35.504         | 96,8           |
| davon                 |                         |               |               |                |                |
| Michael Liwowski      | CDU                     | 13.477        | 38,2          | 14.513         | 40,9           |
| Karl-Heinz Reck       | SPD                     | 10.219        | 29,0          | 10.259         | 28,9           |
| Hans-Jörg Krause      | PDS                     | 4.395         | 12,5          | 4.334          | 12,2           |
| Friedrich Schulz      | FDP                     | 3.710         | 10,5          | 3.342          | 9,4            |
| Martin Schulz         | Grüne Liste/Neues Forum | 1.887         | 5,4           | 1.778          | 5,0            |
| Sigrid Lemme          | DFD                     | 972           | 2,8           | 523            | 1,5            |
| Hansjürgen Schönbein  | DSU                     | 412           | 1,2           | 269            | 0,8            |
| Ralf-Peter Czerwinsky | NPD                     | 170           | 0,5           | 130            | 0,4            |
| –                     | REP                     | –             | –             | 171            | 0,5            |
| -                     | DBU                     | –             | –             | 111            | 0,3            |
| –                     | Christliche Liga        | –             | –             | 47             | 0,1            |
| –                     | CSP                     | –             | –             | 17             | 0,0            |
| –                     | USPD                    | –             | –             | 10             | 0,0            |